# Sophie Lemire
Pour les articles homonymes, voir Lemire.
Sophie Lemire, née Brinisholtz (Versailles, 12 juin 1783 - morte le 10 septembre 1846 à Paris), est une artiste peintre française.
Elle expose au Salon de Paris de 1810 à 1819.

## Biographie
Bien que la plupart des dictionnaires biographiques d'artistes, et les bases de données à leur suite, font naître Sophie Lemire à Versailles en 1785, les registres paroissiaux locaux indiquent qu'elle naît dans cette ville le 12 juin 1783 sous le nom de Marie Antoinette Sophie Brinisholtz, fille de Jean-Baptiste Brinisholtz, garde suisse des appartements du roi.
Elle devient l'élève, puis l'épouse, du peintre d'histoire Antoine Sauvage dit Lemire Jeune. Par ce mariage, elle entre dans une famille d'artistes originaire de Lunéville qui compte aussi le sculpteur Charles-Gabriel Sauvage dit Lemire père (1741-1827) et le peintre Charles Sauvage dit Lemire Aîné, respectivement père et frère aîné d'Antoine.
De 1810 à 1819, Sophie Lemire expose régulièrement au Salon de Paris, et au cours des années suivantes à ceux de Douai et de Lille. Certains de ses tableaux connaissent un vif succès et sont reproduits à de multiples reprises dans les Annales du Musée et de l'École moderne des beaux-arts de Charles-Paul Landon ou les almanachs.
Elle obtient une médaille de seconde classe au Salon de Paris en 1812 et trois médailles d'argent aux Salons de Douai en 1819, 1821 et 1825.

## Œuvres

### Œuvres exposées aux Salons
Salon de Paris de 1810

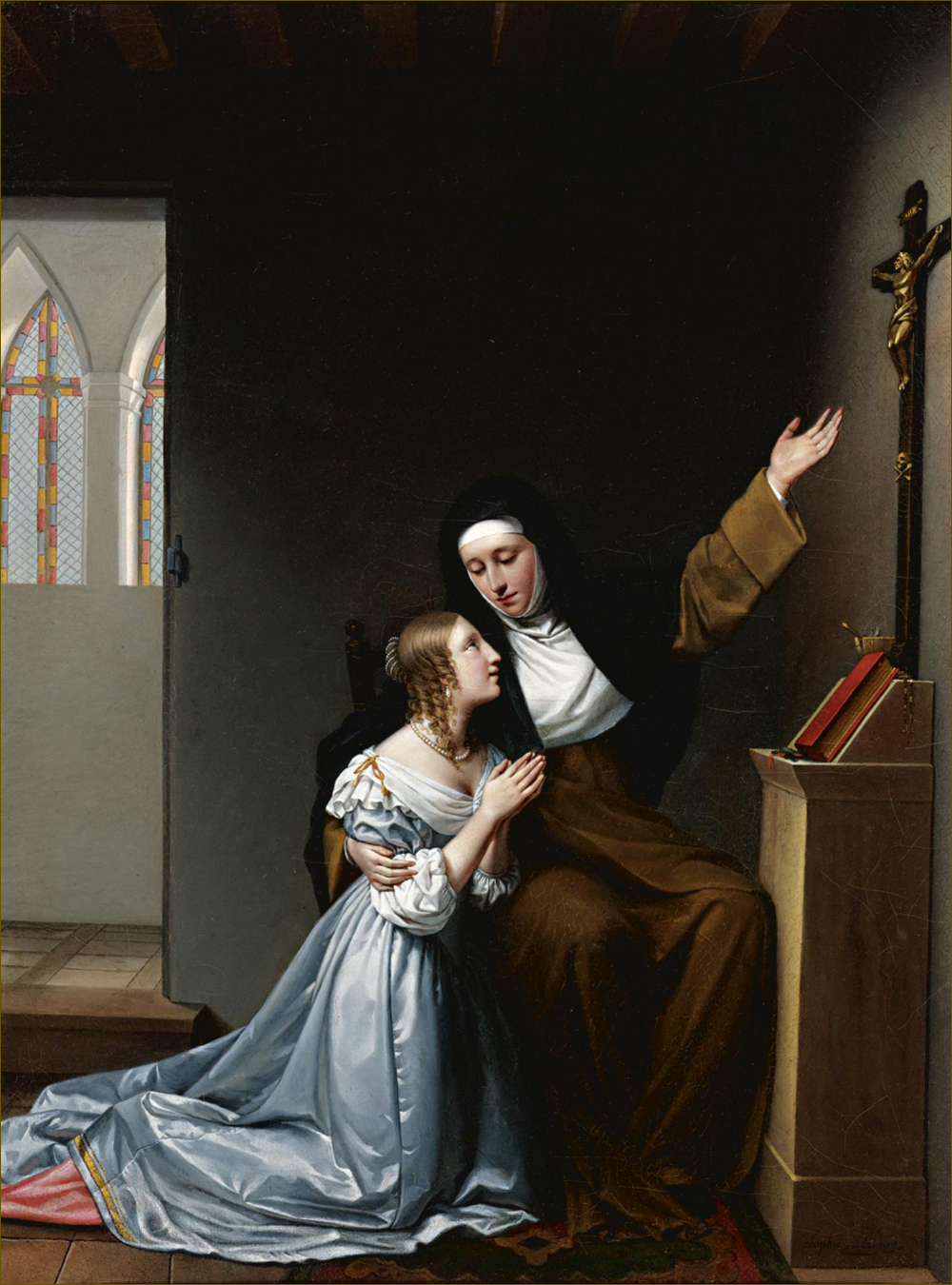
La Duchesse de la Vallière au carmel, donnant des instructions de piété à sa fille Mademoiselle de Blois (Salon de 1812), localisation inconnue.

- Glycère (ou Glycère au tombeau de sa mère), inspiré d'une œuvre de Salomon Gessner[7].

Salon de Paris de 1812
- Mme de la Vallière, retirée aux Carmélites, donnant des instructions de piété à Mlle de Blois, sa fille[8], médaille de seconde classe[6].

Salon de Paris de 1814
- Rodolphe de Hapsbourg et Anne de Hohemberg, sa femme, au berceau de leur fils aîné expirant[9] ;
- Madame de la Vallière[10]. Tableau déjà exposé en 1812.

Salon de Paris de 1819
- Isemburge, reine de France, adoptant les enfans [sic] d'Agnès de Méranie (d'après les Anecdotes de la cour de Philippe-Auguste par Marguerite de Lussan[11]).

Salon de Douai de 1819
- Une scène d'intérieur. Une jeune mère est auprès du lit de son premier né, atteint d'une maladie mortelle[12].

Salon de Douai de 1821
- Sophie Lemire reçoit une médaille d'argent et une mention honorable pour une œuvre qui n'apparaît pas dans le livret[13].

Salon de Douai de 1825 (10 juillet-10 août 1825)
- La Duchesse de la Vallière (à genoux devant le portrait de sa mère), d'après le roman La Duchesse de La Vallière de Félicité de Genlis[14], médaille d'argent.

Salon de Lille de 1825
- La Duchesse de la Vallière[15]. Tableau déjà exposé au Salon de Douai ;
- La Reine Jugelburge [sic, erreur pour Isemburge], femme de Philippe-Auguste, adoptant les enfans [sic] d'Agnès de Méranie[16]. Tableau déjà exposé au Salon de Paris de 1819 sous le no 745 ;
- Scène d'intérieur[17] (titre alternatif postérieur : Un enfant malade). Tableau déjà exposé au Salon de Douai de 1819 sous le no 230.

### Autres œuvres
- Portrait de Charles-Pierre Chapsal, huile sur toile, 55,3 × 46,5 cm, Versailles, musée de l'Histoire de France, MV 6055[18],[19].
- Portrait d'un homme tenant un livre rouge, 1817, huile sur toile, 64,5 × 53 cm. Présenté aux enchères par Chorley's (en) le 31 janvier 2017, estimation 800-1 200 £[20],[21], invendu[22]. Localisation actuelle inconnue.
- Portrait d'un homme au manteau vert, huile sur toile, 55,7 × 45,9 cm. Présenté aux enchères par Bonhams les 29 octobre 2014 (estimé 3 000-5 000 £, invendu)[23] et 29 avril 2015 (vendu 2 500 £)[24]. Localisation actuelle inconnue.

Portraits réalisés par Sophie Lemire
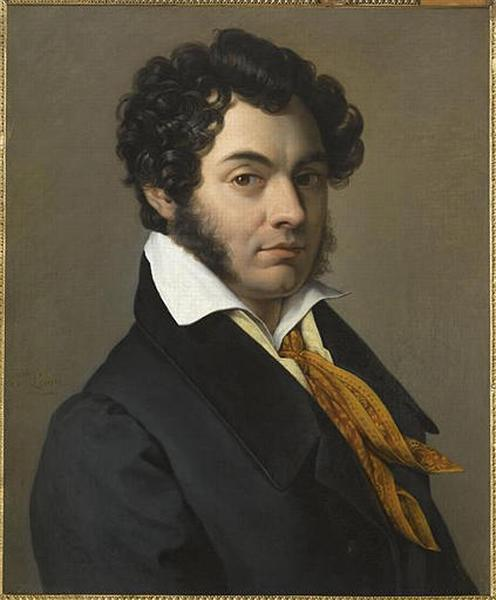
Portrait de Charles-Pierre Chapsal, Versailles, musée de l'Histoire de France.
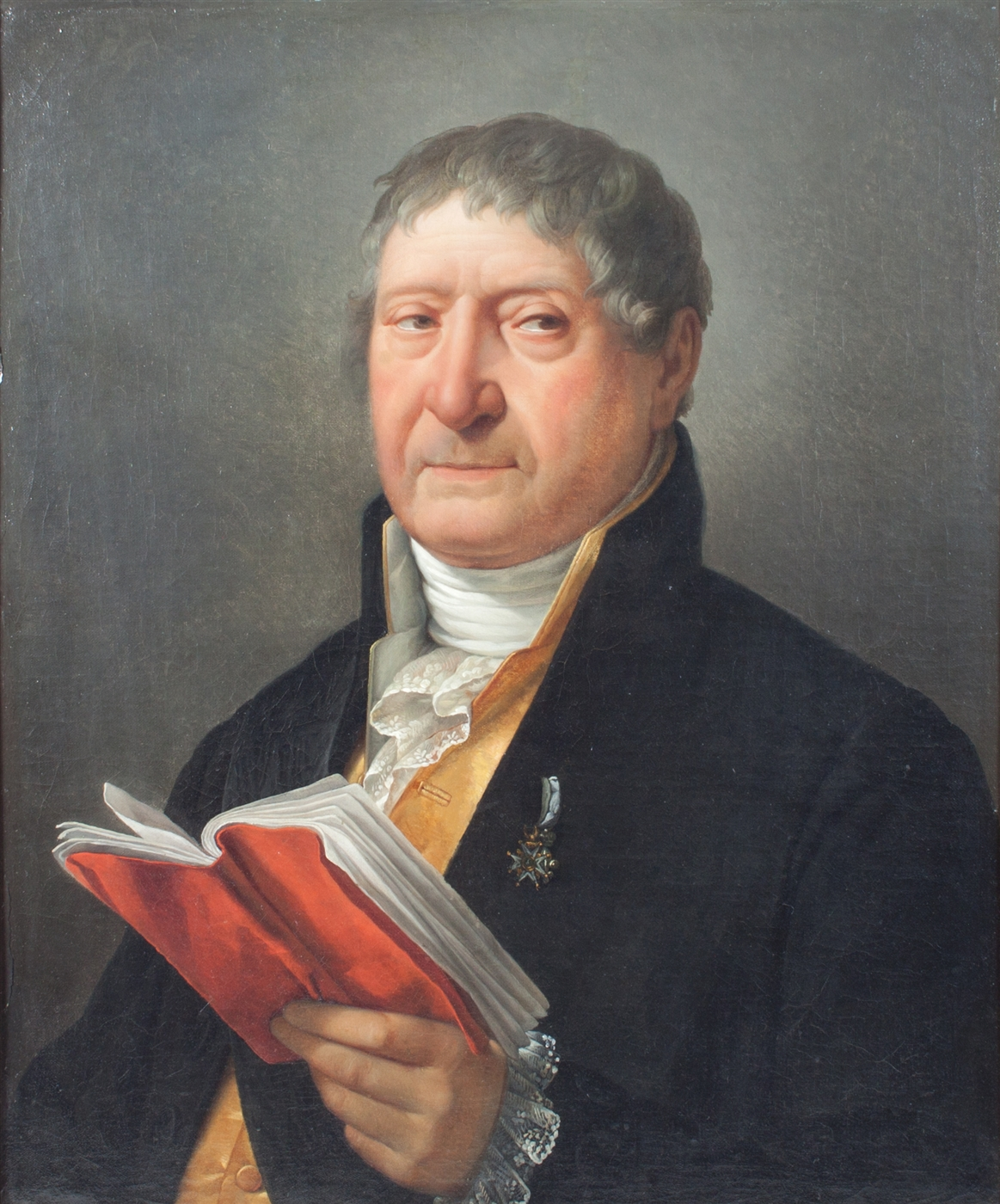
Portrait d'un homme au livre rouge (1817). Localisation inconnue.
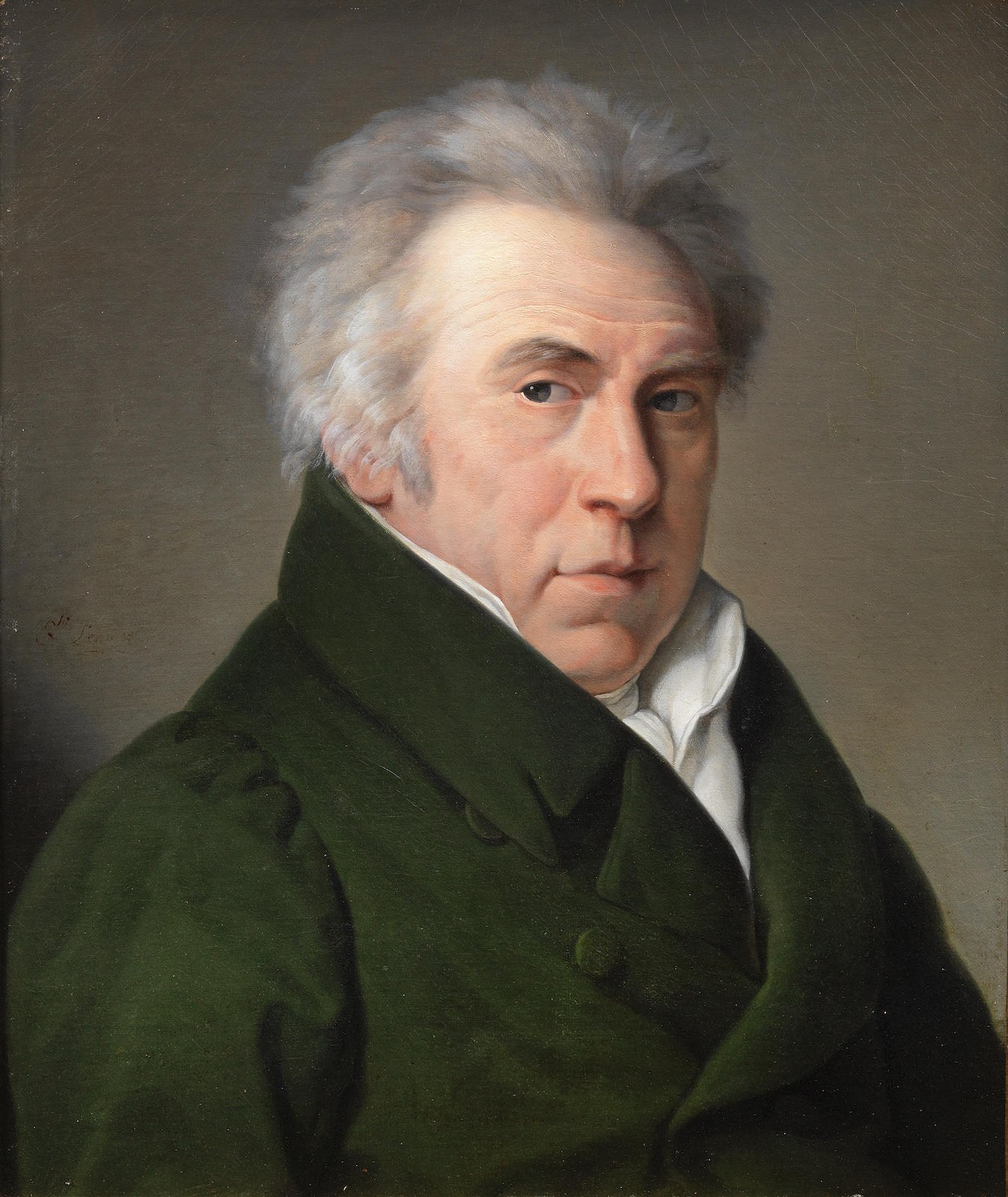
Portrait d'un homme au manteau vert. Localisation inconnue.